# رامون راميريز (لاعب كرة قاعدة)
رامون راميريز (بالإسبانية: Ramón Ramírez)‏ هو لاعب كرة قاعدة بنمي، ولد في 25 فبراير 1977.